# Austria na Letnich Igrzyskach Olimpijskich 1908
Austrię na Letnich Igrzyskach Olimpijskich 1908 reprezentowało 8 zawodników.

## Zdobyte medale
| Medal | Zawodnik    | Dyscyplina | Konkurencja    |
| ----- | ----------- | ---------- | -------------- |
| Brąz  | Otto Scheff | Pływanie   | 400 m dowolnym |

## Skład kadry

### Lekkoatletyka
| Edi Schönecker | 100 m          | b.d             | 4.              | Nie awansował   | Nie awansował   | Nie awansował   | Nie awansował   |                 |                 |               |               |
| Edi Schönecker | 200 m          | b.d             | 3.              | Nie awansował   | Nie awansował   | Nie awansował   | Nie awansował   | Nie awansował   | Nie awansował   | Nie awansował | Nie awansował |
| Ludwig Hussak  | 200 m          | Dyskwalifikacja | Dyskwalifikacja | Dyskwalifikacja | Dyskwalifikacja | Dyskwalifikacja | Dyskwalifikacja | Dyskwalifikacja | Dyskwalifikacja |               |               |
| Emmerich Rath  | maraton        |                 |                 |                 |                 | 3:50:30,4       | 25.             |                 |                 |               |               |
| Emmerich Rath  | Chód na 10 mil | 1:30:33,8       | 8.              |                 |                 | Nie awansował   | Nie awansował   |                 |                 |               |               |

### Pływanie
| Zawodnik    | Konkurencja     | Eliminacje | Eliminacje | Półfinał | Półfinał | Finał                    | Finał                    |
| Zawodnik    | Konkurencja     | Czas       | Miejsce    | Czas     | Miejsce  | Czas                     | Miejsce                  |
| ----------- | --------------- | ---------- | ---------- | -------- | -------- | ------------------------ | ------------------------ |
| Otto Scheff | 100 m dowolnym  | 1:11,4     | 1.         | b.d      | 4.       | Nie awansował            | Nie awansował            |
| Otto Scheff | 400 m dowolnym  | 5:51,0     | 1.         | 5:40,6   | 1.       | 5:46,0                   | brąz                     |
| Otto Scheff | 1500 m dowolnym | 24:15,8    | 2.         | 24:25,4  | 2.       | Nie ukończył konkurencji | Nie ukończył konkurencji |

### Szermierka
Mężczyźni
| Zawodnik         | Konkurencja | Runda 1 | Runda 1 | Runda 2                                                                                              | Runda 2 | Półfinały     | Półfinały     | Finał         | Finał         | Pozycja       |
| Zawodnik         | Konkurencja | Przeciwnik | Wynik   | Przeciwnik                                                                                           | Wynik   | Przeciwnik    | Wynik         | Przeciwnik    | Wynik         | Pozycja       |
| ---------------- | ----------- | --- | ------- | --- | ------- | ------------- | ------------- | ------------- | ------------- | ------------- |
| Siegfried Flesch | szabla      | Holandia Jetze Doorman · Bohemia Vlastimil Lada-Sázavský · Francja Jean de Mas Latrie · Belgia Henri Six · Bohemia Jaroslav Tuček | W       | Węgry Péter Tóth · Węgry Jenő Szántay · Holandia Willem van Blijenburgh · Holandia Alfred Labouchere | P W     | Nie awansował | Nie awansował | Nie awansował | Nie awansował | Nie awansował |

### Tenis ziemny
| Zawodnik                          | Konkurencja | 1/32                                  | 1/16                                   | 1/8              | Ćwierćfinały                                   | Półfinały        | Finał            | Finał             |
| Zawodnik                          | Konkurencja | Przeciwnik Wynik                      | Przeciwnik Wynik                       | Przeciwnik Wynik | Przeciwnik Wynik                               | Przeciwnik Wynik | Przeciwnik Wynik | Pozycja           |
| --------------------------------- | ----------- | ------------------------------------- | -------------------------------------- | ---------------- | ---------------------------------------------- | ---------------- | ---------------- | ----------------- |
| Rolf Kinzl                        | singel      | Wilberforce Eaves 0:3 (3:6, 1:6. 0:6) | Nie awansował                          | Nie awansował    | Nie awansował                                  | Nie awansował    | Nie awansował    | Miejsca 26. - 31. |
| Fritz Felix Piepes                | singel      | Oscar Kreuzer 0:3 (1:6, 1:6, 3:6)     | Nie awansował                          | Nie awansował    | Nie awansował                                  | Nie awansował    | Nie awansował    | Miejsca 26. - 31. |
| Arthur Zborzil                    | singel      |                                       | Moritz von Bissing 0:3 (1:6, 4:6, 4:6) | Nie awansował    | Nie awansował                                  | Nie awansował    | Nie awansował    | Miejsca 16. - 24. |
| Fritz Felix Piepes Arthur Zborzil | debel       |                                       |                                        |                  | Josiah Ritchie James Parke 0:3 (5:7, 4:6, 2:6) | Nie awansowali   | Nie awansowali   | Miejsca 5. - 8.   |